# Stig-Arne Gunnestad
Stig-Arne Gunnestad, född den 12 februari 1962 i Oslo, Norge, är en norsk curlingspelare.
Han tog OS-brons i herrarnas curlingturnering i samband med de olympiska curlingtävlingarna 1998 i Nagano.